# Polycarena aurea
Polycarena aurea är en flenörtsväxtart som beskrevs av George Bentham. Polycarena aurea ingår i släktet Polycarena och familjen flenörtsväxter. Inga underarter finns listade i Catalogue of Life.